# Sophie Stehle

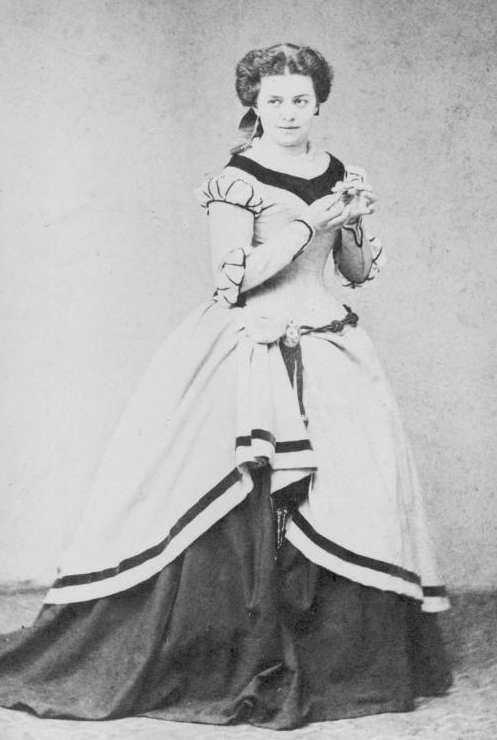
Sophie Stehle in der Rolle des Gretchen in „Faust“

Sophie Stehle (* 15. Mai 1842 in Sigmaringen; † 4. Oktober 1921 in Harkerode) war eine deutsche Opernsängerin in der Stimmlage Sopran. Sie trug den Titel einer (königlich bayerischen) Kammersängerin.

## Leben
Bereits früh trat Stehles musikalisches Talent zutage. Ihre Eltern (ihr Vater war Lehrer) sprachen sich jedoch gegen eine Ausbildung zur Sängerin aus. Dennoch gelang es ihr, zunächst in Augsburg bei der Gesangslehrerin Ahlers Gesangsunterricht zu nehmen und dann in München dem Komponisten und Opernkapellmeister Franz Lachner sowie den königlichen Rat Wilhelm Schmitt von sich zu überzeugen. Lachner erkannte ihr Talent und empfahl sie an das Hoftheater. Lachner, Kapellmeister Pentenrieder und Elise Seelbach übernahmen ihre weitere gesangliche Bildung, so dass Stehle am 6. September 1860 als Emmeline in Die Schweizer Familie debütierte. Angesichts des dreijährigen Bühnenvertrags stimmten nun auch ihre Eltern der gesanglichen Karriere zu.
Stehles besondere Begabung bestand darin, unterschiedlichen Gesangsrollen eine andere stimmliche Färbung zu verleihen, so dass sie in verschiedenen Rollen unterschiedlich klang. Stehle hatte zwischen 1860 und dem 25. Februar 1874 über 740 Auftritte, von diesen 599 in München. Gastspiele gab sie unter anderem in Paris, London, Berlin und Wien.
1874 heiratete sie Wilhelm Freiherr von Knigge, trat von der Bühne ab und zog zu ihrem Mann nach Hannover.
Ihr Bruder Karl war Verwaltungsbeamter des königlich bayerischen Hoftheaters, er trug den Titel Hofrat und wurde als Karl Ritter von Stehle geadelt.